# تل ویل
شهر تل ویل  در بخش اورژان در ایالت زوریخ در کشور سوئیس واقع شده‌است که ۱۵٬۹۰۰ نفر جمعیت دارد.